# 狐憑き

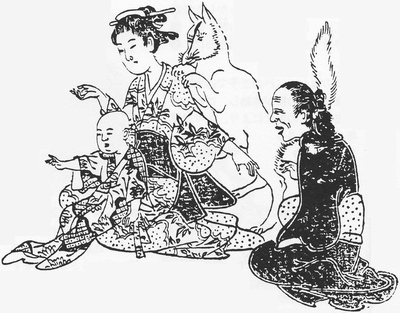
法橋玉山画『玉山画譜』にある狐憑きの画

狐憑き（きつねつき）は、狐の霊に取り憑かれたと言われる人の精神の錯乱した状態であり、臨床人狼病の症状の一種である。また、そのような精神状態にある人、そのような事が起こり得ると信じる信仰、迷信もいう。
地方により管狐、飯綱、オサキ、人狐、トウビョウ、ゲドウ、犬神などとも言う。

## 歴史

### 物憑きとして
「日本霊異記」上巻第二縁
「狐を妻（め）として子を生ましめし縁」が日本史上最古の狐憑き伝説とされる。同著中巻第四縁「力ある女、力くらべを試みし縁」
下巻第二縁「生物の命を殺して怨を結び、狐と狗とに作りて互に相報いし縁」にも狐憑きが登場する。

『今昔物語』には、
という記述がある。藤原実資は『小右記』長元4年8月（1031年）の条に、狐憑きについて記し、建長年間の「古今著聞集」、応永年間の「中原康冨記」にも記述がある。
江戸時代は狐憑きに関する記述が豊富であった。

『和漢三才図会』では
という説が武士階層に信じられた。
また、加藤嘉明の逸話なども語られた。

『谷響続集』、

『武徳編年集成』、
などのように武士の間で信じられていたが、医家の間でも、たとえば原南陽は、巫覡のいわゆる狐の13種類を信じ、その検査、治療は修験道者の加持祈祷によるとした。
なお、当事者は少なくない数で座敷牢に閉じ込められ、
ときに拘束具で拘束・折檻されたとされるが、1918年の「精神病者私宅監置ノ実況及ビ其統計的観察」以前の記録は残されていない。
書籍に関しては、天明6年11月朔月に出雲国神門郡中野村の庄屋だった山根与右衛門源祐時が、全国に先駆けて学術書に近い『出雲国内人狐物語』を発行した。文政元年9月には伯耆国五千石村八幡の医者だった陶山簸南が『人狐弁惑談』を京都寺町二条下るにあった書林文泉堂から出版している。天保4年発行の茅原定著の『茅窻漫録』、ほぼ同年発行の喜多村信節著の『筠庭雑録』、嘉永3年発行の朝川鼎著の『善庵随筆』にも狐憑きに関する記述がある。

### 脱呪術化
文化年間、鳥取藩の医家の陶山大禄が初めて、狐憑きの妄誕無稽であることを論じて、『人狐弁惑』で、「狐憑は狂癇の変証にして所謂卒狂これなり、決して狐狸人の身につくものにあらず」として、狐が霊獣ではない例証、狐憑きが馬憑きに変わる例を挙げ、「畢竟これ皆精神錯乱の致すところなり」と結論した。
また、1807年、香川修徳は「一本堂行余医言」巻五において、従前からの心身の異状について総括的に「狐憑き」と総称されていたものを以下の6つに分割し、「狐憑き」の概念を否定した。
1. 驚……痙攣を主症状とする小児疾患
2. 癲……発作の大きなてんかん
3. 驚癲……総合的な神経症疾患
4. 狂……統合失調症。「柔狂」（破瓜型失調症）と「剛狂」（緊張型失調症）の2種に分けた。
5. 痴鵔……知的障害
6. 不食……摂食障害

しかし、これは学者間のことで、民間ではなおこの迷信を払拭することはできなかった。医学者の間で狐憑きは瘋癲（ふうてん）人と呼ばれるようになった。
明治維新により西洋医学が導入されると、加藤裕一の『文明開化』や増山守正の『旧習一新』などの啓蒙書によって旧来的な風習として批判的に取り上げられ、1885年、内科医ベルツにより「狐憑き」とされる女を診断・治療し、狐憑きは脳障害に起因するヒステリーが原因であるとされる「狐憑病説」の論文を国内で発表する。ベルツは、狐憑きの学問的報告を政府に行ない、政府は官報で、狐憑きの俗見の払拭に努めた。
懐疑主義者である井上円了は妖怪の解体という観点から『妖怪講義』をまとめ、狐憑きを研究対象として学術体形に組み込んだ。
1892年（明治25年）、島村俊一は明治政府の命により島根県で狐憑きを渉猟し、その結果を報告し、1893年（明治26年）榊俶は狐憑きを精神病的に観察、報告し、呉秀三は初めて狐憑症として記述した。
1902年（明治35年）、王子精神病院の院長だった門脇眞枝は、113例の患者を取扱った「狐憑病新論」で狐憑統計表を示し、狐憑症と精神病原障礙との関係を初めて具体的に明らかにした。以降、大正時代になると森田正馬や下田光造らによって研究が続けられ、戦後は桜井図南雄や新福尚武らに引き継がれた。
国内では東京や京都に私立の癲狂院（精神病院）が開院するものの、従来からの「狐憑きは身内の恥であり隠秘するもの・身内で何とかするもの」という因習への拘りと、第一次世界大戦からの軍備費増強による精神医学への軽視から、呉が再三にわたり政府へ陳情した精神病院建設計画は遅々として進まなかった。そのため当事者を適切に治療・療養させることなく、家族らによって宅内で監禁する私宅監置（座敷牢が相馬事件により行政の管理下に置かれたもの）制度は第二次世界大戦後の私立精神病院建設ラッシュ迄行われており、その後当事者らの相次ぐ入院で一般社会から隔離されはじめると、ようやく世間一般の間でも狐憑きは精神障害であると認識されることとなった。
戦後には岩田正俊によって、動物学の観点から執筆された『人狐』が発表されている。
狐憑きの原因と推測されるもののひとつに、抗NMDA受容体抗体脳炎がある。2011年9月、アメリカに留学中だった21歳の日本人女性は、ある時から頭痛が頻繁に起こるようになった。その後全身から汗が噴き出すようになり、意識のない状態で「死んじゃう」と繰り返し、呼びかけにも応えられない状態となった。体をのけぞらせ何者かに操られているかのように体を激しく動かすなど、その様子は何かに憑りつかれたような激しい手足の痙攣と唇を突き出す顔面の発作的症状で、かつて「狐憑き・悪魔祓い」の対象になったものだった。医師の診断で女性は抗NMDA受容体抗体脳炎と判明。日米の病院で根気強く治療を続け回復した。

## 民間信仰
民間信仰においては、狐憑きの話は日本全国各地に見られる。狐憑きは、精神薄弱者や暗示にかかりやすい女性たちの間に多く見られる発作性、ヒステリー性精神病と説明され、神奈川県海老名市の伝承では、「狐憑きの出るような家庭の主婦や狐憑きの母親には、『性質は善良だが教養がなく、何ごとも人まかせの自主性のない者』が多い」というのが古老たちの共通した見解だったとされる。
実際に自ら狐となって、さまざまなことを口走ったり、動作をしたりするという話が、平安時代ごろから文献に述べられている。なかでも、赤飯や油揚げを好む話は各所で伝承されている
除霊は、行者・神職により各所様々な方法で行われてきたとされる。青い松葉を燻す松葉いぶし、狐の恐れる犬に全身をなめさせる、狐より強い狼の骨を煎じて飲む、火渡りの法、湯加持、人型に針を立てて呪う影針行事や剣道行事、硫黄をいぶして生姜を傍に持って行く（田人村）、真っ暗な中で弓弦を鳴らすヒキミ（両河内村）、罵言や折檻などの荒祓い、滝行、水行といった各所様々な加持祈祷が見受けられる。儀式が終わると赤飯・油揚げ・大幣・燈明などを川へ流すものも複数見られる。
狐憑きで有名なものは、長篠を中心に語り伝えられる「おとら狐」で、「長篠のおとら狐」とか「長篠の御城狐」などと呼ばれていた。おとら狐は、病人や、時には健康な人にも憑くことがあって、憑いた人の口を借りて長篠の戦いの物語を語る。櫓（やぐら）に上がって合戦を見物しているときに、流れ弾に当たって左目を失明し、その後左足を狙撃されたため、おとら狐にとり憑かれた人は、左の目から目やにを出して、左足の痛みを訴えるという。
他にも長崎県五島列島でいう「テンコー（天狐）」のように、憑いた者に神通力を与えるとされる狐憑きもある。
これらのほか「稲荷下げ」などといって、修験者や巫者が狐を神の使いの一種とみなし、修法や託宣を行うといった形式での狐憑きもある。
狐に対する信仰の厚さは、狐を稲荷神やその使いとみなす稲荷信仰、密教徒や修験者が行う荼枳尼天法、巫者や行者が狐を使って行う託宣に示されており、これらの信仰を背景として狐憑きの習俗が成立したものと見られている。
民俗学者の柳田国男は、戦前の大正時代から戦後を通した研究成果として、狐憑きを含めた憑きものについて、古代信仰が崩壊し、行者などによって歪められた結果であると結論付けた。柳田に影響を受けた折口信夫や文献史学者の吉田貞吉らも、相次いで論文を発表している。

### 狐持ち
狐憑きの一種に「狐持ち」と呼ばれる迷信も存在し、狐が守護霊のように個人だけでなく家系に伝わっているとするもので（憑きもの筋）、地方によっては管狐、オサキ、野狐、人狐（にんこ）などが憑く。これらの家は狐を駆使して富を得ることができるが、婚姻によって家系が増えるといわれたため、婚姻が忌まれた。また、憎い相手を病気にしたり、その者の所有物、作物、家畜を呪うこともできるといわれ、他の家から忌まれた結果、社会問題に繋がることもあった。時には財を蓄え大地主になった者も対象になっていたことから、外部からきた有力者を狐の霊力を理由に排斥していたものとされている。